# French Championships de 1961 - Duplas masculinas
O Roland-Garros de 1961 - Duplas masculina foi disputado entre os dias 15 a 28 de maio de 1961 em Paris.

## Vencedores
| Categoria        | Vencedores            | Vencedores            | Resultados         | Finalistas        | Finalistas            |
| ---------------- | --------------------- | --------------------- | ------------------ | ----------------- | --------------------- |
| Duplas masculina | Roy Emerson Rod Laver | Austrália · Austrália | 3-6, 6-1, 6-1, 6-4 | Bob Howe Bob Mark | Austrália · Austrália |